# Centro Recupero Uccelli Marini e Acquatici
Il Centro Recupero Uccelli Marini e Acquatici (CRUMA) è un centro di recupero della Lega Italiana Protezione Uccelli (LIPU) specializzato nella cura e nel reinserimento di uccelli selvatici. Il CRUMA è situato a Livorno, in via delle Sorgenti 430, in località Pian di Rota, all'interno di un'ex struttura scolastica realizzata negli anni trenta del XX secolo.

## Storia
Il CRUMA è sorto su modello del primo centro LIPU, il Centro Recupero Rapaci di Sala Baganza (PR). In Italia è unico nel suo genere, essendo specializzato nella cura e nella riabilitazione di uccelli marini ed acquatici. Gabbiani, cormorani, berte, aironi, anatre, trampolieri, cigni e oche sono solo alcuni esempi delle specie che giungono al centro. Questi animali arrivano vittime di bracconaggio, traumi da impatto con autoveicoli, intossicazioni da idrocarburi e molte altre cause quasi sempre causate dall'uomo, ma talvolta si tratta anche di pulcini caduti dal nido, bisognosi di cibo calore e cure per il periodo di svezzamento. Dato la specificità delle cure necessarie a riabilitare uccelli tanto particolari, il CRUMA è dotato di tre voliere attrezzate con piscine per assicurare una riabilitazione completa non solo al volo ma anche alla vita in acqua.
Gli uccelli marini ed acquatici non sono i soli pazienti del centro, tra i ricoverati ci sono anche gazze, corvi, storni, passeri, cardellini e molti altri. Il centro accoglie ogni tipo di uccello selvatico per la cura, accoglie anche piccoli mammiferi come scoiattoli e ricci.
Il CRUMA è organizzato come un ospedale, gli animali che giungono vengono visitati dal veterinario, viene quindi assegnata una terapia e se necessario viene svolto un intervento chirurgico mirato alla cura. Per il periodo post operatorio e di terapia gli animali vengono tenuti sotto osservazione in gabbie singole o incubatrici a seconda della necessità. Passato il periodo più "critico", gli animali vengono messi in box esterni o nelle voliere per cominciare la riabilitazione. Ad oggi il CRUMA registra circa 4000 ricoveri annuali, i periodi più "caldi" sono in estate durante la nidificazione, dove giungono moltissimi pulcini, e in inverno durante la caccia, dove molti animali rimangono vittime di bracconaggio.

## Attività di volontariato
Il centro basa la sua esistenza sul volontariato. Dove per la visita, le cure ed eventuali interventi chirurgici interviene il veterinario del centro, la cura degli animali in riabilitazione è gestita dai volontari. Un ringraziamento speciale va a queste persone che negli anni hanno dedicato parte della loro vita alla cura degli animali in difficoltà.

## Attività didattiche
Il CRUMA organizza ogni anno corsi di primo soccorso degli uccelli feriti e nidacei. Sul sito del centro è possibile consultare delle guide in merito a questi argomenti. Per gli studenti di veterinaria è possibile svolgere il tirocinio o la tesi di laurea presso il centro.